# Văn Cao
 (juillet 2019).
Si vous disposez d'ouvrages ou d'articles de référence ou si vous connaissez des sites web de qualité traitant du thème abordé ici, merci de compléter l'article en donnant les références utiles à sa vérifiabilité et en les liant à la section « Notes et références ».
Nguyễn Văn Cao (15 novembre 1923 – 10 juillet 1995) est un compositeur vietnamien, l'auteur de l'hymne national du Viêt Nam. Il est aussi poète et peintre.

## Biographie
Văn Cao est né à Lạch Tray, municipalité de Hải Phòng, il vient d'une famille ouvrière pauvre.
En 1941, il quitte Hải Phòng et s'installe à Hanoï. Il compose alors des chansons très célèbres comme Suối mơ (Le Ruisseau du rêve), Bến xuân (L'Embarcadère du printemps), Trương Chi, Thiên Thai...
En 1943, il s'engage dans le Việt Minh et compose Tiến Quân Ca : cette chanson devient officiellement l'hymne national de la République démocratique du Viêt Nam en 1946. En 1947, il compose Trường ca sông Lô (La chanson du fleuve Lô) pour célébrer la victoire du fleuve Lô sur l'armée française.
En 1956, après le scandale Nhân Văn - Giai Phẩm, il est contraint d'abandonner la composition. Toutes ses chansons, sauf Tiến Quân Ca, sont alors interdites au Viêt Nam (du Nord jusqu'en 1975, puis dans le pays réunifié). Elles ne sont à nouveau autorisées qu'en 1987.
Il meurt le 10 juillet 1995 à Hanoï.